# Johann Konrad Schragmüller

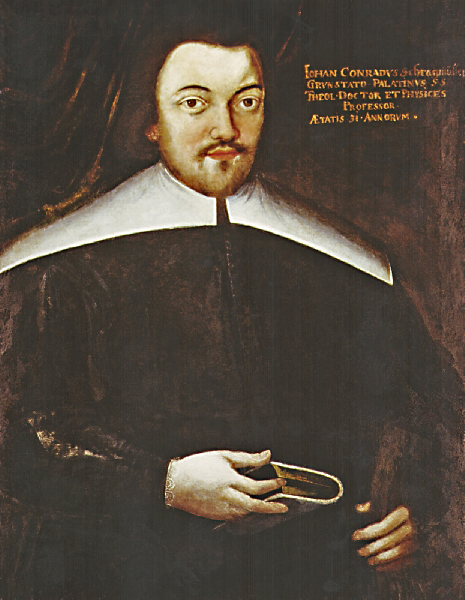
Johann Konrad Schragmüller

Johann Konrad Schragmüller (* 1605 in Grünstadt; † 10. März 1675 in Speyer) war ein deutscher evangelischer Theologe und Hochschullehrer.

## Leben
Johann Konrad Schragmüller wurde als Sohn des Valentin Fabian Schragmüller (* 1580 in Ladenburg; † 6. Mai 1630 in Sausenheim), Schulmeister und Diakon in Grünstadt, 1607 Pfarrer in Albsheim, 1610 Pfarrer in Quirnheim und 1621 Pfarrer in Neuleiningen und dessen Ehefrau Anna Amalie, Tochter des Johannes Tripodius (* 1553 in Monsheim; † 1626 in Grünstadt) (eigentlich Trapp, nannte sich nach damaliger Sitte in latinisierter Form Tripodius), Pfarrer in Grünstadt, geboren.
Johann Konrad besuchte die 1621 die Höninger Lateinschule (heute: Leininger-Gymnasium) und immatrikulierte 1624 an der Universität Straßburg. 1625 wurde er Gehilfe in der Schule in Höningen und im gleichen Jahr wurde er zum Kandidaten der Philosophie an der Universität Straßburg ernannt.
Von 1627 bis 1628 war er als lutherischer Pfarrer und Rektor der Schule in Höningen tätig. 1628 immatrikulierte er erneut an der Universität Straßburg, 1632 an der Universität Jena und 1633 an der Universität Wittenberg. Später studierte er noch an der Universität Erfurt.
Nach der hessischen Stipendiatenordnung von 1560 wurde die wirtschaftliche Absicherung der späteren Hessischen Stipendiatenanstalt neu geregelt und ein Stipendiatenmajorat eingerichtet, denen 10 Theologen als stipendiarii maiores vorstanden, die als Vorbilder dienen und die Studenten in ihrem Studium unterstützen, sowie sie in ihrer Lebensführung beaufsichtigen sollten. Johann Konrad war in der Zeit von 1629 bis 1632 einer von den Stipendiatenmajores der Universität Marburg.
1633 wurde er ordentlicher Professor Fakultät für Physik und der Philosophischen Fakultät der Universität Marburg. Am 24. März 1634 promovierte er zum Dr. theol. an der Universität Gießen und wurde 1639 Rektor der Marburger Universität und Deputierter der Universität auf dem hessischen Landtag wurde. Noch im gleichen Jahr wurde er lutherischer Pfarrer der neuen Predigerkirche St. Georg (wurde 1689 beim Stadtbrand zerstört, als der Sonnenkönig Ludwig XIV. Speyer niederbrennen ließ, und als Kirche nicht wieder aufgebaut) in Speyer und war gleichzeitig Inspektor des Gymnasiums, Konsistorialassessor und Senior ministerii.

## Familie
Schragmüller heiratete 1634 in Dortmund Barbara Katharina (* 13. Mai 1617 in Gießen; † unbekannt), die Tochter des Professors der Universität Gießen Christoph Scheibler (1589–1653). Gemeinsam hatten sie elf Kinder. Von den Kindern kennt man:
1. Christoph Schragmüller (* 25. Juni 1635 in Marburg; † 1672 in Speyer), immatrikulierte im Juni 1656 an der Universität Gießen, 23. Oktober 1657 immatrikuliert Uni. Straßburg und wurde Arzt;
2. Sohn Anton Schragmüller (~ 30. Januar 1637 in Marburg[1]; † 26. November 1639 in Speyer);
3. Elisabeth Ursula Schragmüller (~ 4. September 1638 in Marburg; † 1674 in Speyer), ⚭ Gustav Adolf Hiltebrandt (* 2. Februar 1632 in Stargard in Pommern; † 22. Februar 1695 in Frankfurt am Main), 1659 Pfarrer in Speyer und ab 1690 Pfarrer und Inspektor in Sankt Goar;
4. Sohn Heinrich Christmann Schragmüller (~ 14. März 1640 in Speyer; † unbekannt), Pfarrer in Mannheim;
5. Sohn Johann Georg Schragmüller (~ 4. Mai 1643 in Speyer; † 15. Februar 1644 ebenda);
6. Tochter Katharina Barbara (~ 17. Januar 1645 in Speyer; † unbekannt);
7. Sohn Ernst Heinrich Schragmüller (* Juni 1646; † unbekannt);
8. Sohn Georg Berthold Schragmüller (~ 21. Dezember 1647 in Speyer; † 16. April 1710 in Lennep), 1674–1710 Pfarrer in Lennep, verheiratet mit Maria Gertrud (* 1648 in Remscheid-Lüttringhausen; □ 3. Juli 1722 in Remscheid), Tochter von Peter Zenler (auch Zengler)(1600–1669), Pfarrer in Lüttringhausen;
9. Tochter Clara Martha Schragmüller (* 1651 in Speyer; † unbekannt in Northeim), ⚭ mit Christian Günther Schultz (* 1640; † unbekannt), Stadtvogt und Amtmann im Stift St. Blasii in Northeim;
10. Tochter Maria Catharina Schragmüller (~ 19. August 1653 in Speyer; † unbekannt)
11. Tochter Rosina Sophia Schragmüller (~ 4. November 1656 in Speyer; † unbekannt)

## Schriften (Auswahl)
- Disp. (pro Gr. Dr.) de judice controversiarum (sub präs. Joh. Steuberi). Marp. 1634.
- Johann Conrad Schragmüller; Johann Christoph Scheibler; Petrus Schonbergius: Prodidagmata Physika. Marpurgi Cattorum Hampelius 1635.
- Orion politicus, sive Oratio de bono principe. Marp. 1636
- Deministris. Marp. 1636.
- Johann Conrad Schragmüller; Daniel Pettencover: Lemmatum, Scemmatumve Philosophicorum Ex Liberalium doctrinarum orbe depromptorum syllecta Miscella. Marpurgi Cattorum Hampelius 1637.
- Disp. phios. s. de elementis in genere. Marp. 1638.
- Tr. stoech ologicus s. de elementis in specie. Marp. 1638.
- Syllabus problematum naturalium. Marp. 1638.
- Disp. phys. de mundo ejusce causis. Resp. Daniel Lommer. Marp. 1639.
- Penalis exulans, s. de causis abrogati Penalismi, in aliquot confoederatis Germanie academiis, fermo panegyricus. Marp. 1639.
- Eclogarum physicarum falsis opinionibus Jesuitarum, Calvinianorum, Hoffmannianorum, Weigelianorum et Anabaptistarium, aliorumque fideliter applecatarum prodromus. Marp. 1641.
- Johann Conrad Schragmüller; David Bayer; Johannes Sigismundus Breitenius: Christliche Leich- und Trostpredigt/ Auß Der 2. Epistel S. Pauli an Timotheum 4. C. v. 7.8. genommen/ Und bey Hochansehnlicher Leich-Begängnus Deß Herrn David Beyers/ vornehmen Iurisconsulti, und deß Hochlöblichen Kayserl. Cammer-Gerichts gewesenen Assessoris. Speyer: Metzger.
- Collegium Jesuiticum, oder Jesuiter Augensalbe, daß die Lutheraner in dem Artikel von der heil. Dreyfaltigkeit keine Urrianer seyn. Strasb. 1645.
- Leichpredigt auf den Tod des J. U. D. und Kais. Cammerger. Assess. Joh. Hermann Stamm der 1646 d, 26, Apr. aet. 54 J. 6 M. und 8 T. gestorben; aus Pf. LXXI. Speyer 1646.[2]
- Predigten von Wettern, Blut-Regen und Erdbeben. Marb. 1648.
- Jesuiter Frösch-Geschrey. Strasburg 1651.
- Beweiß, daß Marie höher als Christus im Pabsthum geehret werde. Frf. 1654.
- Anti-Kicherus, d. i. gründliche Widerlegung deren das Gewissen und wahren Glauben betreffenden 15 Fragen und Antworten, welche Joh. Kirche allen irrigen und von der catholischen Kirche abgeleiteten Schäflein zu bedenken vorgelegt. Frf. a. M. 1656.
- Manuale catholicum, in 3 Theilen. Frf. 1657.
- Weigelius redivivus ast detectus et enectus, d. . wahrhaftiger Beweiß, daß Christoph Rosalius, Pfarrer in Fürfeldt, unter dem verkappten Nahmen Hilarii von Proceshorst nach Tenor und Inhalt seiner Catechismus-Schuel und Vergleichung des Weigelii und anderer Schriften ein rechter Weigelianer und Schwärmer sey. Am Ende ist Rosaelii Revers und wider einander laufende Schreiben zu finden. Speyer 1660.
- Christliche Leich- und Trost-Predigt auf Georg Friedrich Mohr, Assessor am Kammergericht zu Speyer † 5. April 1669. Speyer Metzger 1669.
- Vindicatio psalmodica et cantualis Das ist Gründliche Rettung der Psalmen und Kirchen-Lieder dess seel. D. Luthers und andern geistreichen Männern von den falschen Vorkehrungen und ungegründeten Einwürffen allerhand Rottirer und Sectirer damit sie die Rechtglaubige und Lutherische sonderlich einfältige Christen gedencken stutzig und zweiffelhafftig zu machen Für die Inheimische und reisende Personen zur guten Nachricht kürtzlich auffgesetzet. Gedruckt und verlegt zu Speyer bey Matthaeo Metzgern 1669.
- Rettung der Psalmen und Kirchen-Gesänge von der Verkehrung aller Sectierer. Speyer 1669.
- Gottes Hülffe: Leichenpredigt auf Johann Ulrich Stieber, Advokat zu Speyer, † 25. Febr. 1673. Speyer: Metzger, 1673.
- Glykypikron Dulce-Amarum Christianismi: Das Bitter-süsse Christenthum, Das ist: Creutz u. Leiden, Trost u. Freuden: In einem Gespräch zwischen Crucian, einem unberichteten u. betrübten Creutzbruder, u. Christian, einem im Creutz durch Trost wohlgeübten Christen, Allen Nothleidenden Creutzbrüder zu sonderbarem Trost. Strassburg Durlach 1673.